# الهيئة العامة للطيران المدني (قطر)
الهيئة العامة للطيران المدني (بالإنجليزية: Qatar Civil Aviation Authority - QCAA) مؤسسة حكومية في دولة قطر أسست في عام 2001م بموجب القرار رقم 16والتي تقوم بتنفيذ أحكام قانون الطيران المدني رقم (15) لسنة 2002م والمعدل لاحقًا في عامي 2008م و 2011م وفقًا لمتطلبات وتطورات قطاع الطيران محليًا وإقليميًا وعالميًا. الهيئة تابعة لوزارة المواصلات والاتصال القطرية ولها مقر في الدوحة تحت قيادة محمد فالح الهاجري.

## اختصاصات الهيئة

### الاهتمامات
أنشئت الهيئة العامة للطيران المدني لدولة قطر في عام 2001م بهدف القيام بمهام عدة منها:
1. إنشاء وتخطيط سياسات متعلقة بالطيران والإشراف على إنفاذها
2. خلق وتطوير العلاقات مع منظمات دولية للمشاركة في اقتراح وتنفيذ الاتفاقيات والمعاهدات الدولية.
3. إعداد وتنفيذ الخط الدولة لسلامة الطيران
4. تحديث العقود والاتفاقيات الثنائية الخاصة بالخدمات الجوية مع الدول الأخرى
5. التحقيق في حوادث الطيران ووضع القواعد اللازمة لذلك
6. اقتراح رسوم الهبوط والعبور، ومغادرة الطائرات المختلفة وكيفية تحصيلها
7. تمثيل دولة قطر في المؤتمرات والاجتماعات المحلية والدولية ذات صلة بالهيئة.[2]

### الموظفون
يتوظف لدى الهيئة العامة للطيران المدني ما يقارب 221 موظفاً في مقرها بالدوحة.

## الإدارات والوحدات
تضم الهيئة عدة إدارات ووحدات، وهي:
1. التعاون الدولي
2. المراجعة الداخلية
3. التخطيط والجودة
4. الشؤون القانونية
5. العلاقات العامة
6. التحقيق في حوادث وطوارئ الطائرات
7. الموارد البشرية
8. الشؤون المالية والإدارية
9. نظم المعلومات
10. السلامة الجوية
11. النقل الجوي
12. الأمن والتسهيلات
13. الملاحة الجوية
14. الأرصاد الجوية
15. شؤون المطارات
16. الإطفاء والإنقاذ

## روابط خارجية
الموقع الرسمي للهيئة